# Joseph Scheurenberg

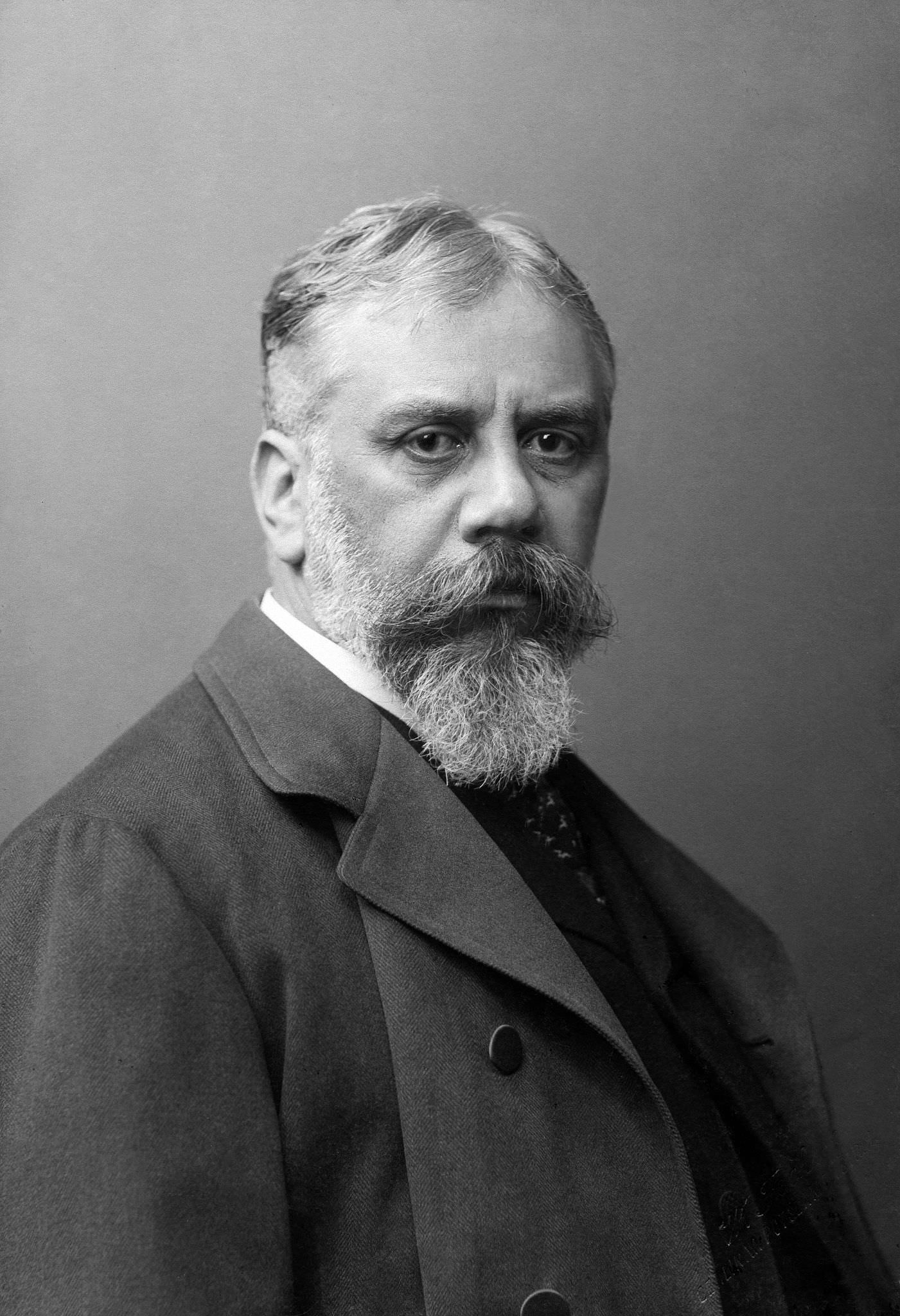
Josef Scheurenberg, Foto Wilhelm Fechner (um 1900)

Joseph Scheurenberg (* 7. September 1846 in Düsseldorf; † 4. Mai 1914 in Berlin-Wilmersdorf) war ein deutscher Porträt-, Genre- und Historienmaler.

## Leben

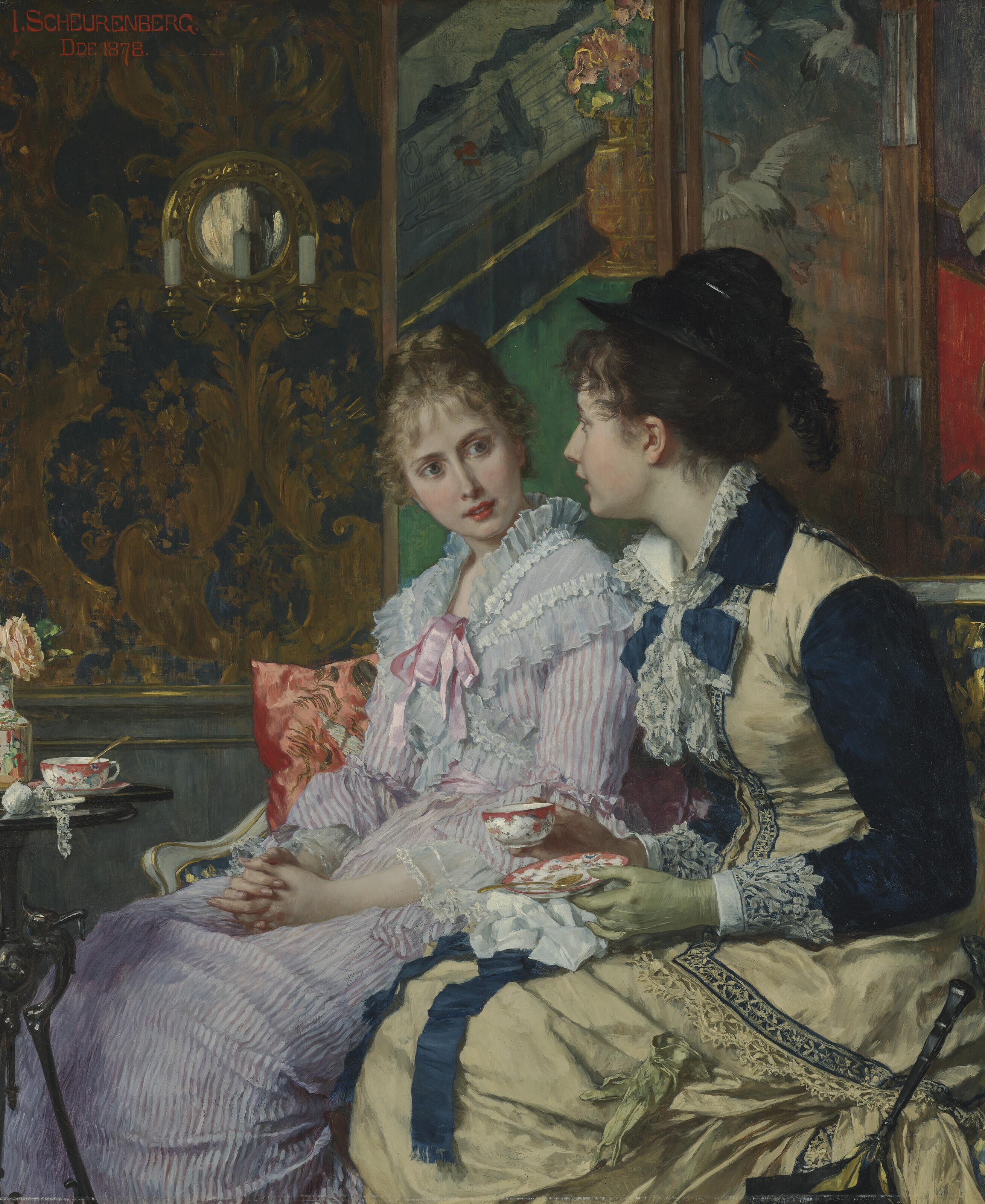
Vertraute, 1878

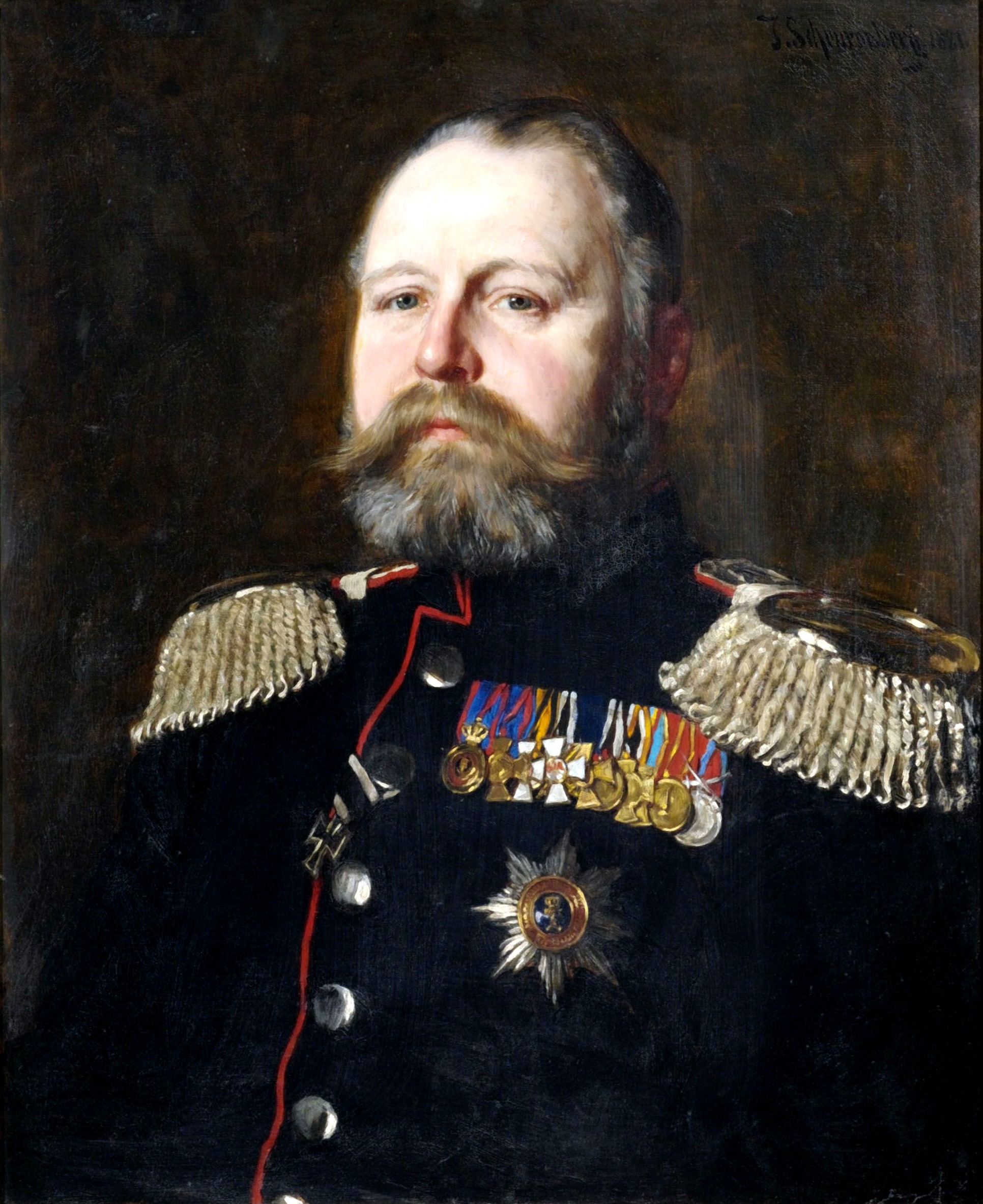
Friedrich Wilhelm Nikolaus Albrecht von Preußen, 1881

Scheurenberg war von 1863 bis 1867 an der Kunstakademie Düsseldorf ein Schüler von Andreas Müller, Carl Müller und Karl Ferdinand Sohn sowie Privatschüler von dessen Neffen Wilhelm Sohn. 1863 bis 1867 unternahm Scheurenberg Studienreisen durch Europa und wurde 1879 Lehrer an der Kunstakademie in Kassel. Seit 1880 Professor lehrte er seit 1881 an der Kunstakademie in Berlin. 1899 erhielt er auf der Großen Berliner Kunstausstellung eine große Goldmedaille.
Joseph Scheurenberg starb 1914 im Alter von 67 Jahren in seiner Wohnung in der Schaperstraße 10 in Berlin-Wilmersdorf. Beigesetzt wurde er auf dem Kaiser-Wilhelm-Gedächtnis-Friedhof in Charlottenburg (heutiger Ortsteil Berlin-Westend). Das Grab ist nicht erhalten.

## Schüler
Auswahl
- Wilhelm Jordan
- Gustav Kühn
- Ernst Liebermann
- Albert Maennchen

## Werke
Auswahl
- Porträt des Prinzen Albrecht von Preußen, 1881
- Maria und der Hirtenknabe, 1892